# Храм Благовещения Пресвятой Богородицы (Миленино)
Храм Благове́щения Пресвято́й Богоро́дицы (Благове́щенский храм) — православный храм в селе Миленино Фатежского района Курской области. Входит в подчинение Фатежского благочиния Железногорской епархии.

## История
Церковный приход возник в селе Миленино не позднее середины XVIII века. Храм был освящён в честь Благовещения Пресвятой Богородицы. На протяжении XVIII—XIX веков сменилось несколько деревянных зданий храма, которые строились на средства прихожан и местных землевладельцев-дворян. 
Издревле в селе славилась священническая династия Булгаковых, составлявшая весь клир храма. Среди священников Благовещенской церкви были: Михаил Осипович Булгаков (служил в 1760-е — 1790-е годы), Михаил Булгаков (1874—1883 годы), Пётр Булгаков (1893—1898 годы), Григорий Васильевич Иваницкий (1898—1902 годы), Сергей Иванович Логинов (с 1902 года).
Рядом с храмом располагалось приходское кладбище с несколькими склепами-усыпальницами местных дворянских и купеческих родов. Достопримечательностью села была могила Матрёны Рыжковой-Павловой, знаменитой «Неизвестной» с картины И. Н. Крамского.
В 1890 году на средства прихожан было возведено каменное здание храма с колокольней, которое сохранилось до наших времён (без колокольни). Приход был достаточно бедным: земли — 33 десятины, жалования не было, кружечных доходов — 250 рублей в год, на которые содержался клир: священник и псаломщик. Действовала библиотека в 33 тома. Значительную финансовую помощь храму оказывал церковный староста — купец Пётр Николаевич Приземин.
После прихода советской власти начались гонения на религию. Храм был закрыт на основании решения облисполкома от 19 апреля 1936 года. Службы в храме не велись до 1990-х годов. За это время была утрачена колокольня, которую сейчас прихожане пытаются восстановить.
В 1999 году священником храма был назначен иерей Анатолий Крыгин, а в 2018 году — иерей Виталий Гаврилович Самбурский.
В Государственном архиве Курской области сохранились исповедные росписи Благовещенского храма за 1853—1869 годы, а также метрические книги за 1880, 1882—1884, 1888, 1889, 1893, 1894, 1902, 1905—1907, 1910, 1912, 1915 и 1917 годы.

## Архитектура
Храм расположен на открытом пространстве в центре села. За ним находится сельское кладбище. Внешнее оформление здания исполнено в кирпичном стиле. В основании храм имеет форму креста.